# Bloedbad van Neuss

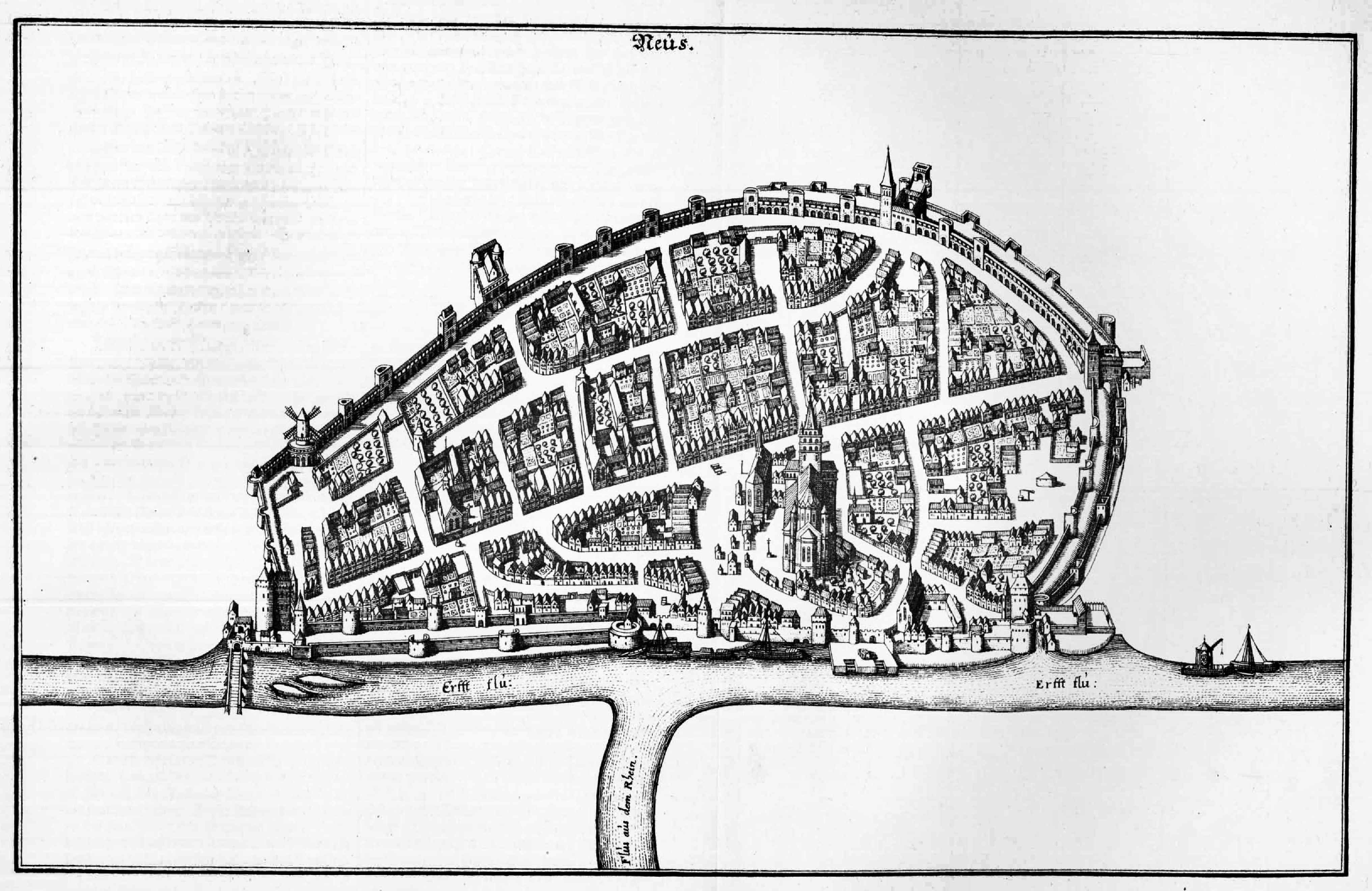
Neuss voor de vernietiging van 1586.

Het Bloedbad van Neuss vond plaats op 26 juli 1586, tijdens de Keulse Oorlog en de Tachtigjarige Oorlog te Neuss in Duitsland. Neuss was een belangrijk protestants steunpunt in het keurvorstendom Keulen. Het Leger van Vlaanderen had de stad omsingeld. Nadat de stad weigerde te capituleren, sloeg Parma's leger de stad in puin, door een combinatie van artillerievuur, destructieve huis aan huis gevechten, plunderingen, en een verzengende brand die het grootste deel van de rest van de stad vernietigde. In totaal werden ongeveer 3000 burgers gedood, met een bevolking van ongeveer 4500, en het complete garnizoen werd vermoord.

## Achtergrond
Neuss was in februari 1586 ingenomen door aanhangers van de protestantse keurvorst Gebhard I van Waldburg. Adolf van Nieuwenaar, graaf van Limburg en Meurs, versterkte de stad en verplaatste de meeste van zijn troepen naar het noorden, Moers en Venlo, en gaf de jonge Hermann Friedrich Cloedt het bevel over de stad. Cloedt had een garnizoen van ongeveer 1600 man, voornamelijk Duitse en Nederlandse soldaten, enkelen hadden wat militaire ervaring, maar velen waren jong en onervaren. In juni, de naderde de hertog van Parma de stad, en sloeg daar zijn beleg op. Parma had al eerder opdracht gegeven om de stad in te nemen, maar moest deze troepen het beleg laten opbreken omdat hij extra mensen nodig had voor zijn belegering van Grave nadat een groot deel van zijn leger door de Staatsen was verslagen. Hij werd ondersteund door Karel van Mansfeld en Salentin VII van Isenburg-Grenzau. Parma had opdracht gekregen van de zittende bisschop van Keulen die hem van de paus een gewijd zwaard en een gewijde hoed had gegeven.
Parma was ter plaatse met een leger bestaande uit: 8000 man infanterie, 2000 cavalerie, 45 stuks artillerie bestaande uit ervaren Italiaanse, Spaanse en enkele Duitse soldaten. Parma verdeelde de troepen over de schans voorbij de rivier, op de hoogten en een aantal op korte afstand van de stadsmuren.

## Beleg
Nadat Parma zijn geschut had opgesteld liet hij op 25 juli de stad opeisen. Vanuit de stad kwam het verzoek om tijd, zodat ze konden overleggen. Parma naderde daarop de poort alsof hij een gezant van de aartsbisschop was, maar toen hij daar stond werd ineens vanuit beide kanten geschoten, waardoor Parma ternauwernood aan de dood ontsnapt. De volgende dag gingen de beschietingen verder, en de legers van Parma hadden reeds twee grote bressen in de stadsmuur geschoten, waarbij bevelhebber Cloedt zwaargewond was geraakt nadat een toren was ingestort. Op 25 juli maakten de legers van Parma zich gereed de stad te bestormen, waarop de verdedigers een oproep deden om te onderhandelen. Parma antwoordde dat het daarvoor te laat was. Soldaten en burgers zaten tevergeefs geknield met gevouwen handen in de bressen. De soldaten bestormden de bressen en sloegen alles dood wat hun voor de voeten liep. De gewonde Cloedt werd uit zijn bed gelicht en onder de ogen van zijn vrouw gewurgd en uit het raam gehangen. Hetzelfde lot viel ook Cristoffel Fosserus, de predikant, ten deel. Parma's troepen plunderden en vermoordden iedere man die ze zagen.

### Stadsbrand
Men stak de stad in brand, deze stadsbrand bleef 24 uur branden. Zij die de stad uit waren gevlucht liepen in de handen van de legers buiten de stad, en werden ook omgebracht. De stad lag bezaaid met doden. Alleen vrouwen en kinderen werden gespaard die niet omkwamen in de brandhaarden. Parma berichtte in een brief aan de koning van Spanje, dat er meer dan 4000 dood in de gracht lagen. Engelse waarnemers bevestigden deze aantallen en maakten tevens melding dat er maar acht gebouwen zijn blijven staan na deze verzengende brand.

## Nasleep
Hoewel Parma de stad had overwonnen, had de stad geen enkel nut meer als een vestingstad. Toch was het geen Pyrrusoverwinning. De protestanten hadden een aanzienlijk terreinverlies geleden en verloren een belangrijk militair strategisch punt. Door de val van Neuss kreeg Parma bijna onbeperkte toegang tot de noordelijke gebieden van het Nedersticht van waaruit hij zich kon richten op de opstandige provincies van Nederland.